# 葵岡渓栖
葵岡 渓栖（あおいがおか けいせい、生没年不詳）とは、江戸時代後期の浮世絵師。

## 来歴
魚屋北渓の門人。姓名不詳。渓栖、葵岡、葵園、便僊堂と号す。文政から天保（1818年 ‐ 1844年）にかけて摺物や絵入狂歌本の挿絵を描く。絵入狂歌本の作例として宝堂袖丸編の『狂歌作者部類』、同撰の『彩色英雄作者部類』、便々館琵琶彦一派作の『江之嶋紀行』、天保2年（1831年）刊行の『手鑑画像集』などがある。『彩色英雄作者部類』は柳川重信との合作、『江之嶋紀行』は歌川貞景との合作であった。また『手鑑画像集』においては自画像も描いている。

## 作品
- 「五方間色　駵」　摺物